# Honduras nos Jogos Pan-Americanos de 2023
Honduras competiu nos Jogos Pan-Americanos de 2023 em Santiago, no Chile, de 20 de outubro a 5 de novembro de 2023. Foi a 13.ª aparição do país nos Jogos Pan-Americanos, tendo participado de todas as edições desde a sua estreia nos Jogos, em 1975.

## Competidores
Abaixo está a lista do número de competidores (por gênero) participando dos jogos por esporte/disciplina.
| Esporte              | Masculino | Feminino | Total |
| -------------------- | --------- | -------- | ----- |
| Ciclismo             | 1         | 0        | 1     |
| Futebol              | 18        | 0        | 18    |
| Levantamento de peso | 1         | 2        | 3     |
| Lutas                | 4         | 0        | 4     |
| Taekwondo            | 1         | 0        | 1     |
| Total                | 25        | 2        | 27    |

## Ciclismo
Honduras qualificou um ciclista masculino.

### Mountain bike
Honduras qualificou um atleta durante o Campeonato Pan-Americano de 2023.
| Atleta | Evento                  | Tempo | Posição |
| ------ | ----------------------- | ----- | ------- |
|        | Cross-country masculino |       |         |

## Futebol

### Masculino
Honduras qualificou uma equipe masculina (de 18 atletas) após terminar como a equipe melhor ranqueada da América Central no  Campeonato da CONCACAF Sub-20 de 2022.
Sumário
Key:
- A.T.E – Após tempo extra.
- P – Partida decidida na disputa por pênaltis.

| Equipe             | Evento    | Fase de grupos       | Fase de grupos       | Fase de grupos       | Fase de grupos | Semifinal            | Final / MB / Po.     | Final / MB / Po. |
| Equipe             | Evento    | Adversário Resultado | Adversário Resultado | Adversário Resultado | Posição        | Adversário Resultado | Adversário Resultado | Posição          |
| ------------------ | --------- | -------------------- | -------------------- | -------------------- | -------------- | -------------------- | -------------------- | ---------------- |
| Honduras masculino | Masculino |                      |                      |                      |                |                      |                      |                  |

## Levantamento de peso
Honduras qualificou três halterofilistas (um homem e duas mulheres).
| Atleta | Evento | Arranco   | Arranco | Arremesso | Arremesso | Total | Posição |
| Atleta | Evento | Resultado | Posição | Resultado | Posição   | Total | Posição |
| ------ | ------ | --------- | ------- | --------- | --------- | ----- | ------- |
|        |        |           |         |           |           |       |         |
|        |        |           |         |           |           |       |         |
|        |        |           |         |           |           |       |         |

## Lutas
Honduras qualificou uma equipe de 4 lutadores masculinos através do Campeonato Pan-Americano de Lutas de 2022 e do Campeonato Pan-Americano de Lutas de 2023.
Chave:
- VT – Vitória por queda
- PP – Decisão por pontos – derrotado com pontos técnicos.
- PO – Decisão por pontos – derrotado sem pontos técnicos.
- SP – Superioridade técnica – o derrotado com pontos técnicos e uma margem de vitória de pelo menos 9 (Greco-romana) ou 10 (livre) pontos.
- ST – Grande superioridade – o derrotado sem pontos técnicos e uma margem de vitória de pelo menos 8 (Greco-romana) ou 10 (livre) pontos.
- VA – Decisão por desistência

Masculino
| Atleta | Evento              | Quartas-de-final     | Semifinal            | Final / MB           | Final / MB |
| Atleta | Evento              | Adversário Resultado | Adversário Resultado | Adversário Resultado | Posição    |
| ------ | ------------------- | -------------------- | -------------------- | -------------------- | ---------- |
|        | Livre 74 kg         |                      |                      |                      |            |
|        | Greco-romana 87 kg  |                      |                      |                      |            |
|        | Greco-romana 97 kg  |                      |                      |                      |            |
|        | Greco-romana 130 kg |                      |                      |                      |            |

## Taekwondo
Honduras qualificou um atleta masculino durante o Torneio Classificatório para os Jogos Pan-Americanos.
Kyorugi
Masculino
| Atleta | Evento | Oitavas-de-final     | Quartas-de-final     | Semifinais           | Repescagem           | Final / MB           | Final / MB |
| Atleta | Evento | Adversário Resultado | Adversário Resultado | Adversário Resultado | Adversário Resultado | Adversário Resultado | Posição    |
| ------ | ------ | -------------------- | -------------------- | -------------------- | -------------------- | -------------------- | ---------- |
|        | +80 kg |                      |                      |                      |                      |                      |            |